# Planowanie przestrzenne
Planowanie przestrzenne – główny instrument polityki przestrzennej. Dotyczy co najmniej trzech poziomów integracji zjawisk społecznych – miasta (gminy), regionu i kraju. Współcześnie planowaniem obejmowane są także ponadnarodowe całości, co wyraża się we współpracy np. w ramach krajów nadbałtyckich czy rozmaitych regionów europejskich. Im wyższy poziom złożoności struktur społecznych i gospodarczych, tym większa skala trudności w godzeniu interesów różnych podmiotów i harmonizowaniu interesów w życiu społecznym i w gospodarce na poziomie mikro, mezo i makro.

## System aktów planowania przestrzennego w Polsce
- Poziom krajowy:
  - Średniookresowa strategia rozwoju kraju;
- poziom wojewódzki (regionalny):
  - Plan zagospodarowania przestrzennego województwa,
  - Audyt krajobrazowy;
- poziom gminny:
  - Studium uwarunkowań i kierunków zagospodarowania przestrzennego,
  - Miejscowy plan zagospodarowania przestrzennego,
  - Decyzja o warunkach zabudowy.

## Założenia planowania przestrzennego
Sens planowania przestrzennego:
1. kierowanie zdarzeniami
2. porządkowanie – ład przestrzenny
3. koordynacja i regulacja/sterowanie
4. osiąganie określonych celów
5. rozwiązywanie problemów
6. ochrona dobra publicznego
7. łagodzenie konfliktów.

Cele planowania przestrzennego – akcent na:
1. jakość życia
2. racjonalność użytkowania terenu
3. wartość przestrzeni urbanistycznej
4. wartość nieruchomości
5. aktywności gospodarcze
6. konkurencyjność przestrzeni urbanistycznej
7. równoważenie/harmonizowanie rozwoju.

## Systemy planowania przestrzennego w Europie
Tabela zawierająca główne organizacje, kraje zaangażowane i datę publikacji
|                    | COMmon MINdscapes – COMMIN | COST Action on Green Structures and Urban Planning – COST C11 | European Spatial Planning Observation Network Project on Governance – ESPON 2.3.2 | European Commission, DG-REGIO – EU Compendium | European Conference of Ministers responsible for Regional/Spatial Planning – CEMAT | European Space and Territorial Integration Alternative – ESTIA | ISOCARP – International Society of City and Regional Planners – ISOCARP | Japanese Ministry of Land, Infrastructure and Transport – MLIT | Legal Systems for Spatial Planning – LEXALP | Royal Commission on Environmental Pollution – RCEP | United Nations Economic Commission for Europe – UNECE | Vision and Strategies around the Baltic Sea – VASAB |
| ------------------ | -------------------------- | ------------------------------------------------------------- | --------------------------------------------------------------------------------- | --------------------------------------------- | ---------------------------------------------------------------------------------- | -------------------------------------------------------------- | ----------------------------------------------------------------------- | -------------------------------------------------------------- | ------------------------------------------- | -------------------------------------------------- | ----------------------------------------------------- | --------------------------------------------------- |
| Albania            |                            |                                                               |                                                                                   |                                               |                                                                                    | 2000                                                           |                                                                         |                                                                |                                             |                                                    |                                                       |                                                     |
| Armenia            |                            |                                                               |                                                                                   |                                               | 2006                                                                               |                                                                |                                                                         |                                                                |                                             |                                                    | 2000                                                  |                                                     |
| Austria            |                            |                                                               | 2007                                                                              | 1997                                          |                                                                                    |                                                                | 2008                                                                    |                                                                | 2008                                        |                                                    |                                                       |                                                     |
| Belgia             |                            |                                                               | 2007                                                                              | 1997                                          |                                                                                    |                                                                | 2008                                                                    |                                                                |                                             |                                                    |                                                       |                                                     |
| Białoruś           | 2007                       |                                                               |                                                                                   |                                               |                                                                                    |                                                                |                                                                         |                                                                |                                             |                                                    |                                                       | 2000                                                |
| Bułgaria           |                            |                                                               | 2007                                                                              |                                               | 2003                                                                               | 2000                                                           | 2008                                                                    |                                                                |                                             |                                                    |                                                       |                                                     |
| Cypr               |                            |                                                               | 2007                                                                              |                                               |                                                                                    |                                                                |                                                                         |                                                                |                                             |                                                    |                                                       |                                                     |
| Czechy             |                            |                                                               | 2007                                                                              |                                               |                                                                                    |                                                                | 2008                                                                    |                                                                |                                             |                                                    |                                                       |                                                     |
| Dania              | 2007                       | 2005                                                          | 2007                                                                              | 1997                                          |                                                                                    |                                                                | 2008                                                                    |                                                                |                                             |                                                    |                                                       | 2000                                                |
| Estonia            | 2007                       |                                                               | 2007                                                                              |                                               |                                                                                    |                                                                | 2008                                                                    |                                                                |                                             |                                                    |                                                       | 2000                                                |
| Federacja Rosyjska | 2007                       |                                                               |                                                                                   |                                               |                                                                                    |                                                                | 2008                                                                    |                                                                |                                             |                                                    |                                                       | 2000                                                |
| Finlandia          | 2007                       | 2005                                                          | 2007                                                                              | 1997                                          | 2005                                                                               |                                                                | 2008                                                                    |                                                                |                                             |                                                    |                                                       | 2000                                                |
| Francja            |                            | 2005                                                          | 2007                                                                              | 1997                                          |                                                                                    |                                                                | 2008                                                                    | 2007                                                           | 2008                                        | 2000                                               |                                                       |                                                     |
| Grecja             |                            |                                                               | 2007                                                                              | 1997                                          |                                                                                    | 2000                                                           | 2008                                                                    |                                                                |                                             |                                                    |                                                       |                                                     |
| Gruzja             |                            |                                                               |                                                                                   |                                               |                                                                                    |                                                                |                                                                         |                                                                |                                             |                                                    | 2003                                                  |                                                     |
| Hiszpania          |                            | 2005                                                          | 2007                                                                              | 1997                                          |                                                                                    |                                                                | 2008                                                                    |                                                                |                                             |                                                    |                                                       |                                                     |
| Holandia           |                            | 2005                                                          | 2007                                                                              | 1997                                          |                                                                                    |                                                                | 2008                                                                    | 2007                                                           |                                             | 2000                                               |                                                       |                                                     |
| Irlandia           |                            |                                                               | 2007                                                                              | 1997                                          |                                                                                    |                                                                | 2008                                                                    |                                                                |                                             | 2000                                               |                                                       |                                                     |
| Litwa              | 2007                       |                                                               | 2007                                                                              |                                               |                                                                                    |                                                                |                                                                         |                                                                |                                             |                                                    | 1998                                                  | 2000                                                |
| Łotwa              | 2007                       |                                                               | 2007                                                                              |                                               |                                                                                    |                                                                |                                                                         |                                                                |                                             |                                                    | 1998                                                  | 2000                                                |
| Luksemburg         |                            |                                                               | 2007                                                                              | 1997                                          | 2006                                                                               |                                                                | 2008                                                                    |                                                                |                                             |                                                    |                                                       |                                                     |
| Macedonia          |                            |                                                               |                                                                                   |                                               |                                                                                    | 2000                                                           |                                                                         |                                                                |                                             |                                                    | 2002                                                  |                                                     |
| Malta              |                            |                                                               | 2007                                                                              |                                               |                                                                                    |                                                                |                                                                         |                                                                |                                             |                                                    |                                                       |                                                     |
| Niemcy             | 2007                       | 2005                                                          | 2007                                                                              | 1997                                          |                                                                                    |                                                                | 2008                                                                    | 2007                                                           | 2008                                        | 2000                                               |                                                       | 2000                                                |
| Norwegia           | 2007                       | 2005                                                          | 2007                                                                              |                                               |                                                                                    |                                                                | 2008                                                                    |                                                                |                                             |                                                    |                                                       | 2000                                                |
| Polska             | 2007                       | 2005                                                          | 2007                                                                              |                                               |                                                                                    |                                                                | 2008                                                                    |                                                                |                                             |                                                    |                                                       | 2000                                                |
| Portugalia         |                            |                                                               | 2007                                                                              | 1997                                          | 2004                                                                               |                                                                | 2008                                                                    |                                                                |                                             |                                                    |                                                       |                                                     |
| Rumunia            |                            |                                                               | 2007                                                                              |                                               |                                                                                    | 2000                                                           |                                                                         |                                                                |                                             |                                                    | 2001                                                  |                                                     |
| Serbia             |                            |                                                               |                                                                                   |                                               |                                                                                    | 2000                                                           | 2008                                                                    |                                                                |                                             |                                                    | 2007                                                  |                                                     |
| Słowacja           |                            |                                                               | 2007                                                                              |                                               |                                                                                    |                                                                | 2008                                                                    |                                                                |                                             |                                                    |                                                       |                                                     |
| Słowenia           |                            |                                                               | 2007                                                                              |                                               | 2003                                                                               |                                                                |                                                                         |                                                                | 2008                                        |                                                    | 1997                                                  |                                                     |
| Szwajcaria         |                            |                                                               | 2007                                                                              |                                               |                                                                                    |                                                                | 2008                                                                    |                                                                | 2008                                        |                                                    |                                                       |                                                     |
| Szwecja            | 2007                       | 2005                                                          | 2007                                                                              | 1997                                          |                                                                                    |                                                                | 2008                                                                    |                                                                |                                             | 2000                                               |                                                       | 2000                                                |
| Turcja             |                            |                                                               |                                                                                   |                                               |                                                                                    |                                                                | 2008                                                                    |                                                                |                                             |                                                    |                                                       |                                                     |
| Węgry              |                            |                                                               | 2007                                                                              |                                               |                                                                                    | 2000                                                           | 2008                                                                    |                                                                |                                             |                                                    |                                                       |                                                     |
| Wielka Brytania    |                            | 2005                                                          | 2007                                                                              | 1997                                          |                                                                                    |                                                                | 2008                                                                    | 2007                                                           |                                             | 2000                                               |                                                       |                                                     |
| Włochy             |                            | 2005                                                          | 2007                                                                              | 1997                                          |                                                                                    |                                                                | 2008                                                                    |                                                                | 2008                                        |                                                    |                                                       |                                                     |

## Wpływ planowania na relacje międzyludzkie
Donald Appleyard w swojej książce Livable Streets przedstawił pogłębione porównanie trzech podobnych ulic w San Francisco, które różniły się przede wszystkim natężeniem ruchu. Pierwszą, przez którą przejeżdżało dziennie około 2000 aut, Applyeard nazwał ulicą Spokojną. Ulicą Przeciętną przejeżdżało dziennie 8000 samochodów, a ulicą Ruchliwą 16000. Appleyard ustalił, że mieszkańcy ulicy Spokojnej mówią, że panują tam bliskie więzy sąsiedzkie, a „ terytorium” mieszkańców – teren, który uważali za swój własny – roztaczało się na całą szerokość drogi. Ludzie przystawali na chodniku albo przed drzwiami domów na pogawędkę, w pobliżu bawiły się dzieci. Z kolei na ulicy Ruchliwej nie istniało poczucie więzi, a mieszkańcy postrzegali ją przede wszystkim jako drogę tranzytową między swoim domem i innym punktem. Według badań Appleyarda mieszkańcy ulicy Spokojnej mieli 3 razy więcej bliższych znajomych i 2 razy więcej dalszych znajomych wśród sąsiadów niż mieszkańcy ulicy Ruchliwej. Im większe było natężenie ruchu, tym bardziej w oczach mieszkańców malało ich „terytorium”.
Istnieją późniejsze prace, które potwierdziły wnioski Appleyarda. Przedmiotem przeprowadzonego w 2008 r. w Bristolu badania też były trzy ulice, ale różnice w natężeniu ruchu były jeszcze większe: od 14000 do 21000 samochodów dziennie. Mieszkańcy najspokojniejszej z analizowanych ulic deklarowali, że stanowią wspólnotę, mieli też 2 razy więcej dalszych znajomych i 5 razy więcej bliższych znajomych niż ci, których domy stały przy najbardziej uczęszczanej ulicy.